# Carn vermella

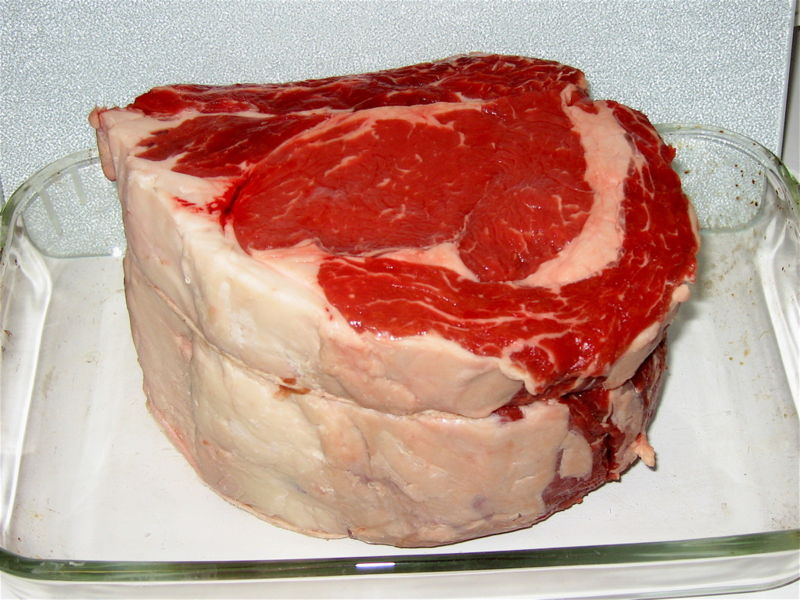
Carn vermella sense cuinar

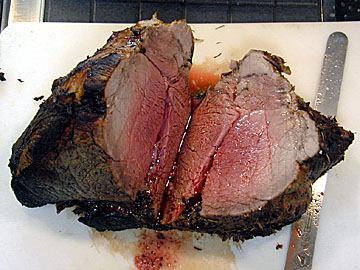
Cuinada

La carn vermella és la carn que és de color vermell quan és crua i més fosca quan es cuina. En les ciències de la nutrició, inclou la carn de la majoria de mamífers adults i cert aviram (p. ex. ànecs).
Aporta proteïnes, ferro i vitamina B₁₂, a més de minerals que varien segons l'espècie i la part de l'animal. Consumir carn vermella augmenta el risc de patir càncer de còlon, malalties cardiovasculars i obesitat. La quantitat recomanada per als adults és de dues o tres racions de carn vermella al mes.